# Méltányos használat
A méltányos használat (angolul fair use) az Amerikai Egyesült Államokban a szerzői jogi törvény egyik szakasza, amely bizonyos esetekben lehetővé teszi a szerzői joggal védett anyagok engedély nélküli felhasználását. A méltányos használat alkalmazható például kommentároknál, híradásoknál vagy kutatási és oktatási területen.

## Gazdasági előnye
A méltányos használat számos informatikai vállalkozásnak biztosít gazdasági előnyt, mint például a keresőmotoroknak vagy a szoftverfejlesztőknek. A törvény szintén döntő fontosságú a nem technológiai vállalkozásoknak, például a lapkiadóknak.

## Nemzetközi szinten
Számos országban van hasonló jogszabály (például fair dealing), de valódi méltányos használat csak az Egyesült Államokban és Izraelben van.

### Izrael
Izrael 2007 novemberében fogadta el az új szerzői jogi törvényét, amely tartalmazza az amerikai fair use-t is.

### Lengyelország
A fair use jogintézménye létezik a lengyel jogrendszerben és a lengyel szerzői jogi törvény 23-35. cikkelyei szabályozzák. Az amerikai jogszabályhoz képest a lengyel megkülönböztet magán és nyilvános használatot. Minden olyan esetet, ahol magántulajdon kerül közzétételre, úgy kezel a lengyel jog, mintha potenciális szerzői jogsértés lenne. A fair use tehát alkalmazható, de csak indokolt esetekben, melyhez bizonyítási kötelezettség kapcsolódik.

## Fordítás
- Ez a szócikk részben vagy egészben  a   Fair use című angol Wikipédia-szócikk fordításán alapul.  Az eredeti cikk szerkesztőit annak laptörténete sorolja fel. Ez a jelzés csupán a megfogalmazás eredetét és a szerzői jogokat jelzi, nem szolgál a cikkben szereplő információk forrásmegjelöléseként.